# 组蛋白脱乙酰酶
组蛋白脱乙酰酶类（英語：Histone deacetylases，EC 3.5.1.98，简称为HDAC）是能将组蛋白赖氨酸上ε-N-乙酰基（O=C-CH3）水解掉的一类酶，这使得DNA缠绕组蛋白更加紧密。这点非常重要，因为DNA缠绕着组蛋白，而DNA的表达水平受到组蛋白乙酰化与脱乙酰化水平的影响。该酶的作用与组蛋白乙酰转移酶（HAT）对冲。HDAC蛋白现在亦被称为赖氨酸脱乙酰酶类（KDAC），这样做的目的是为了突出其功能而非其靶点，因其作用靶点亦包括了非组蛋白的蛋白质类。